# Compus ciclic

Benzenul este cel mai cunoscut exemplu de compus ciclic, fiind un compus aromatic

În chimie, termenul de compus ciclic face referire la acei compuși chimici care conțin în structura lor una sau mai multe serii de atomi, numite cicluri, inele sau nuclee (denumirea variază în funcție de natură, structură, etc.). Ciclurile pot varia în mărime (de la minim trei atomi până la un număr relativ mare de atomi), și pot fi carbocicluri sau izocicluri (formate numai din atomi de carbon) cicluri anorganice (fără atomi de carbon) sau heterocicluri (o combinație dintre cele două).

## Clasificare
- Compuși aliciclici
  - Cicloalcan
  - Cicloalchenă
- Hidrocarburi aromatice (Arene)
  - Hidrocarburi aromatice policiclice
- Compuși heterociclici
- Macrocicluri

## Obținere
Compușii ciclici se pot obține prin anumite reacții de ciclizare. Un exemplu este transformarea hexanului în ciclohexan, când se degajă hidrogen molecular ca urmare a rearanjării structurii: